# Oligotrichum obtusifolium
Oligotrichum obtusifolium là một loài rêu trong họ Polytrichaceae. Loài này được Thér. mô tả khoa học đầu tiên năm 1935.